# KÍ Klaksvík
KÍ Klaksvík este o echipă de fotbal din Klaksvík, Insulele Feroe.

## Titluri
- Prima Ligă Formuladeildin:
  - Campioni (21): 1942, 1952, 1953, 1954, 1956, 1957, 1958, 1961, 1966, 1967, 1968, 1969, 1970, 1972, 1991, 1999, 2019, 2021, 2022, 2023
- Cupa Insulelor Feroe
  - Campioni (6): 1966, 1967, 1990, 1994, 1999, 2016
  - Finaliști (7): 1955, 1957, 1973, 1979, 1992, 1998, 2001

## KÍ Klaksvík în competițiile intercluburi UEFA
| Competiție            | Meciuri | V | E | Î | GP | GÎ |
| --------------------- | ------- | - | - | - | -- | -- |
| UEFA Champions League | 4       | - | - | 4 | 1  | 11 |
| Cupa UEFA             | 8       | - | 1 | 7 | 4  | 27 |
| Cupa Cupelor UEFA     | 2       | 1 | - | 1 | 3  | 6  |